# Gymnothorax ypsilon
Gymnothorax ypsilon är en fiskart som beskrevs av Hatooka och Randall 1992. Gymnothorax ypsilon ingår i släktet Gymnothorax och familjen Muraenidae. Inga underarter finns listade i Catalogue of Life.